# University of Toronto Institute for Aerospace Studies
Das University of Toronto Institute for Aerospace Studies (UTIAS) ist eine Forschungseinrichtungen für Luft- und Raumfahrttechnologie in Toronto, Kanada. 
Das Institut befindet sich im Stadtteil Downsview und wurde 1949 gegründet und wird von der University of Toronto und deren Fakultäten der angewandten Wissenschaften und Ingenieurwesen betrieben. Das UTIAS erhält Forschungsgelder von mehreren staatlichen und privaten Einrichtungen. Die größten staatlichen Stellen sind das National Research Council of Canada, Defence Research and Development Canada und das kanadische Verteidigungsministerium Department of National Defence. Zu den internationalen Förderern zählen die European Space Agency, Lawrence Livermore National Laboratory, Max-Planck-Institut für Plasmaphysik, NASA Ames Research Center und die United Kingdom Atomic Energy Authority.

## Forschung und Kooperationen
1970 war das Institut in die Rettungsaktion der Apollo 13 Astronauten involviert, die auf dem Weg zum Mond waren, als es an Bord zu einer Explosion kam. Wissenschaftler des UTIAS Teams berechneten den benötigten Druck, um das Lunar Module vom Command/Service Module ohne Beschädigung abtrennen zu können. Dies war erforderlich, damit die Apollo Kapsel in die Erdatmosphäre eintauchen und somit die Astronauten auf die Erde zurückkehren konnten.
Vor einigen Jahren entwickelten die Wissenschaftler das weltweit erste Mikrowellen angetriebene Drohne, den ersten motorangetriebene Ornithopter sowie Kanadas erstes Weltraumteleskop MOST.
Die größte Expertise hat das Forschungsinstitut in Fluggerätedesign, Flugsimulation, Space Robotics, Microsattechnologie, Numerische Strömungsmechanik und der Kernfusion. Zu den privatwirtschaftlichen Partnern gehören nationale und internationale Unternehmen der Luft- und Raumfahrt u. a. Bombardier Aerospace, MDA Space Missions und General Atomics. An dem Institut wird das Canadian Advanced Nanospace eXperiment, ein Programm zur Entwicklung und Forschung neuer Mikrosatellitentechnik, durchgeführt.

## Ausstattung
Am Standort des UTIAS befinden sich mehrere Reinräume, Vakuumkammern und Schalltote reflexionsarme Räume, Montage und Testbereiche, Labore und ein eigenes Mission Kontrollzentrum.

## Satelliten
- NTS (Nanosatellite Tracking Ships), gestartet am  28. April 2008 (gebaut für Com Dev)
- AISSat-1, gestartet am 12. Juli 2010 (gebaut für das Norwegian Defense Research Establishment)
- M3MSat (Maritime Monitoring and Messaging Microsatellite), start Herbst 2015 geplant